# Barneville-Carteret
|  | Per a altres significats, vegeu «cantó de Barneville-Carteret». |

Barneville-Carteret és un municipi francès al departament de la Manche (regió de Normandia). L'any 2007 tenia 2.316 habitants.

## Demografia

### Població
El 2007 la població de fet de Barneville-Carteret era de 2.316 persones. Hi havia 1.142 famílies de les quals 437 eren unipersonals (178 homes vivint sols i 259 dones vivint soles), 434 parelles sense fills, 182 parelles amb fills i 89 famílies monoparentals amb fills.
La població ha evolucionat segons el següent gràfic:

### Habitatges
El 2007 hi havia 2.909 habitatges, 1.153 eren l'habitatge principal de la família, 1.584 eren segones residències i 172 estaven desocupats. 2.415 eren cases i 484 eren apartaments. Dels 1.153 habitatges principals, 739 estaven ocupats pels seus propietaris, 389 estaven llogats i ocupats pels llogaters i 25 estaven cedits a títol gratuït; 55 tenien una cambra, 85 en tenien dues, 236 en tenien tres, 306 en tenien quatre i 471 en tenien cinc o més. 882 habitatges disposaven pel capbaix d'una plaça de pàrquing. A 615 habitatges hi havia un automòbil i a 356 n'hi havia dos o més.

### Piràmide de població
La piràmide de població per edats i sexe el 2009 era:
| Homes | Edats   | Dones |
| ----- | ------- | ----- |
| 0     | 95 o +  | 8     |
| 23    | 90 a 94 | 27    |
| 34    | 85 a 89 | 63    |
| 29    | 80 a 84 | 47    |
| 53    | 75 a 79 | 119   |
| 63    | 70 a 74 | 76    |
| 80    | 65 a 69 | 99    |
| 81    | 60 a 64 | 88    |
| 61    | 55 a 59 | 85    |
| 72    | 50 a 54 | 41    |
| 68    | 45 a 49 | 89    |
| 100   | 40 a 44 | 76    |
| 75    | 35 a 39 | 52    |
| 74    | 30 a 34 | 81    |
| 59    | 25 a 29 | 78    |
| 54    | 20 a 24 | 34    |
| 78    | 15 a 19 | 76    |
| 89    | 10 a 14 | 72    |
| 49    | 5 a 9   | 71    |
| 44    | 0 a 4   | 26    |

## Economia
El 2007 la població en edat de treballar era de 1.190 persones, 780 eren actives i 410 eren inactives. De les 780 persones actives 681 estaven ocupades (342 homes i 339 dones) i 101 estaven aturades (47 homes i 54 dones). De les 410 persones inactives 205 estaven jubilades, 81 estaven estudiant i 124 estaven classificades com a «altres inactius».

### Ingressos
El 2009 a Barneville-Carteret hi havia 1.276 unitats fiscals que integraven 2.493,5 persones, la mediana anual d'ingressos fiscals per persona era de 17.481 €.

### Activitats econòmiques
Dels 217 establiments que hi havia el 2007, 3 eren d'empreses extractives, 5 d'empreses alimentàries, 6 d'empreses de fabricació d'altres productes industrials, 19 d'empreses de construcció, 55 d'empreses de comerç i reparació d'automòbils, 7 d'empreses de transport, 30 d'empreses d'hostatgeria i restauració, 2 d'empreses d'informació i comunicació, 7 d'empreses financeres, 14 d'empreses immobiliàries, 22 d'empreses de serveis, 28 d'entitats de l'administració pública i 19 d'empreses classificades com a «altres activitats de serveis».
Dels 61 establiments de servei als particulars que hi havia el 2009, 1 era una oficina d'administració d'Hisenda pública, 1 gendarmeria, 2 oficines de correu, 5 oficines bancàries, 1 funerària, 2 tallers de reparació d'automòbils i de material agrícola, 2 autoescoles, 2 paletes, 6 guixaires pintors, 2 fusteries, 3 lampisteries, 3 electricistes, 4 perruqueries, 1 veterinari, 15 restaurants, 5 agències immobiliàries, 3 tintoreries i 3 salons de bellesa.
Dels 39 establiments comercials que hi havia el 2009, 2 eren supermercats, 1 un supermercat, 2 botiges de menys de 120 m², 5 fleques, 5 carnisseries, 2 peixateries, 2 llibreries, 8 botigues de roba, 4 botigues d'equipament de la llar, 1 una sabateria, 1 una botiga d'electrodomèstics, 3 botigues de material esportiu i 3 floristeries.
L'any 2000 a Barneville-Carteret hi havia 20 explotacions agrícoles.

## Equipaments sanitaris i escolars
El 2009 hi havia 1 farmàcia i 2 ambulàncies.
El 2009 hi havia una escola elemental.

## Poblacions properes
El següent diagrama mostra les poblacions més properes.